# Matične grofovije
Matične grofovije su grofovije Engleske koje okružuju Širi London, premda svaka od njih ne graniči s njim. Općenito su obuhvaćene grofovije Berkshire, Buckinghamshire, Essex, Hertfordshire, Kent, Surrey i nakadašnju grofoviju Sussex koja je podijeljena u Istočni Sussex i Zapadni Sussex. Druge grofovije koje su udaljenije od Londona i koje s njim ne dijele zajedničku granicu poput Bedfordshirea, Cambridgeshirea, Hampshire i Oxfordshirea - također se ponekad smatraju matičnim grofovijama zbog svoje blizine Londonu i povezanosti s njegovim regionalnim gospodarstvom.
Povijesna grofovija Middlesex, koja se sada skoro u cijelosti nalazi u Velikom Londonu, dok je postojala bila je jedna od matičnih grofovija.

## Etimologija
Podrijetlo izraza "matične grofovije" (home counties) nije sigurno i ne postoji točna definicija, što čini njegov naziv predmetom rasprave. Marcus Crouch (1913. – 1996.), ugledni engleski knjižničar i utjecajni komentator i recenzent dječjih knjiga, pišući 1975. godine, bio je mišljenja da je naziv proizašao iz Home Counties Circuit of Courts, kruga sudova matičnih grofovija koji su, barem od 18. stoljeća, okruživali London.

## Stanovništvo
Matične grofovije okarakterizirane su kao "naseljene u cjelini lijepim, ugodnim i konformističkim ljudima srednje klase" (1987.), za što se uzima kao primjer grofovija Surrey, za koju je opisano da posjeduje suštinske karakteristike matičnih grofovija "ugodnog" prigradskog naselja s lijepim vilama i uredno pokošenim travnjacima".
Marcus Crouch istaknuo je da su matične grofovije više pogođene migracijama, kako iz Ujedinjenog Kraljevstva tako i izvan njega, nego bilo koja druga regija u zemlji, čineći ih najkozmopolitskijom regijom Engleske, što znači da nema tipičnog domicilnog stanovništva. Jedan od rezultata ove raznolikosti, tvrdi on, leži u činjenici da je lokalna privrženost manja u matičnim grofovijama nego u, na primjer, Yorkshireu ili dijelovima Škotske gdje je dolazilo do manje prostorne pokretljivosti stanovništva.

## Geografija
Marcus Crouch identificirao je jednu od glavnih karakteristika matičnih županija kao zajedničku geologiju krede koja se naširoko zrcali sjeverno i južno od rijeke Temze.

## Gospodarstvo
Matične grofovije su neke od najbogatijih u Britaniji, a gradovi Virginia Water, Esher i Weybridge, svi u Surreyu, svrstani su prema jednom istraživanju iz 2019. godine kao gradovi s najvišim prosječnim cijenama kuća u zemlji. Međutim, izvještaj iz 2011. opisuje percepciju da je jugoistočna Engleska, službena regija Engleske u kojoj se nalazi većina matičnih grofovija, univerzalno bogata kao, u to vrijeme netočnu i napominje da 500 000 ljudi u regiji živi u područjima koja su unutar 20% najnerazvijenijih područja u zemlji s deprivacijom koncentriranom u obalnim područjima kao što su Margate (Kent) i Hastings (Sussex). Tada su značajna područja deprivacije nađena i u urbanim područjima južnog Hampshirea i Slough-a.